# 奥列格·扬科夫斯基

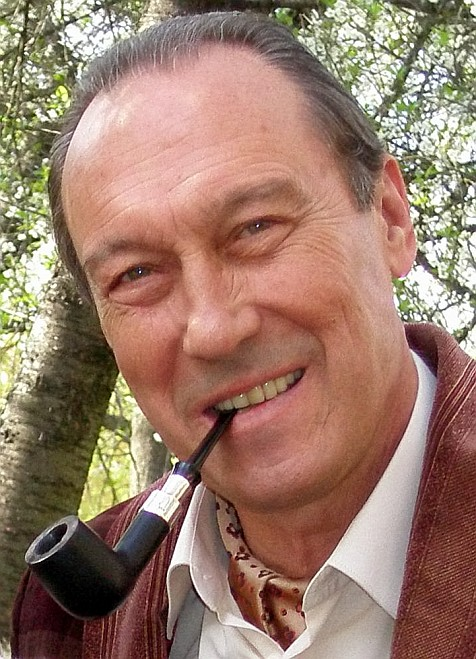
奥列格·扬科夫斯基

奥列格·伊万诺维奇·扬科夫斯基（俄語：Оле́г Ива́нович Янко́вский；1944年2月23日 - 2009年5月20日）是一位苏联和俄罗斯演员。 1991年，他被授予苏联人民艺术家称号，他與另外一位藝術家並列成為最後一批被授予此稱號的人。